# Yevheniya Vysotska
Yevheniya Vysotska (Євгенія Висоцька, orthographiée de manières variées), née le 11 décembre 1975 à Voïnka, est une coureuse cycliste professionnelle ukrainienne. Elle a été à plusieurs reprises championne de son Pays sur route et en contre-la-montre.

## Palmarès sur route

### Par année
- 1999
  - 3e du championnat d'Ukraine sur route
- 2008
  - 3e du championnat d'Ukraine sur route
  - 3e du championnat d'Ukraine du contre-la-montre
- 2009
  -  Championne d'Ukraine sur route
  -  Championne d'Ukraine du contre-la-montre
- 2010
  - 3e du championnat d'Ukraine du contre-la-montre
  - 6e du Tour d'Italie
- 2011
  - 3e du championnat d'Ukraine sur route
- 2012
  - 3e du championnat d'Ukraine du contre-la-montre
- 2013
  - 2e du Tour d'Adyguée
  - 2e du championnat d'Ukraine sur route
  - 9e du Tour d'Italie
- 2016
  -  Championne d'Ukraine sur route
  -  Championne d'Ukraine du contre-la-montre
- 2017
  -  Championne d'Ukraine sur route
  -  Championne d'Ukraine du contre-la-montre
- 2018
  - Horizon Park Women Challenge
- 2020
  - 3e du championnat d'Ukraine du contre-la-montre
- 2021
  - 3e du Grand Prix Kayseri

### Classements mondiaux
| Année                                 | 2008 | 2009 | 2010 | 2011 | 2012 | 2013 | 2014 | 2015 | 2016 | 2017 | 2018 | 2019 | 2020 | 2021 |
| ------------------------------------- | ---- | ---- | ---- | ---- | ---- | ---- | ---- | ---- | ---- | ---- | ---- | ---- | ---- | ---- |
| Classement UCI                        | 190e | 141e | 106e | 272e | 217e | 65e  | 571e | 249e | 134e | 205e | 156e | 318e | 165e | 285e |
| UCI World Tour                        |      |      |      |      |      |      |      |      | 101e | 149e | 206e | nc   | nc   | nc   |
|                                       |      |      |      |      |      |      |      |      |      |      |      |      |      |      |
| Légende : nc = non classéSource : UCI |      |      |      |      |      |      |      |      |      |      |      |      |      |      |